# Max Cleland
Max Cleland (Atlanta, 1942. augusztus 24. – Atlanta, 2021. november 9.) az Amerikai Egyesült Államok szenátora (Georgia, 1997–2003).